# Tomasellia
Tomasellia is een geslacht van schimmels uit de familie Naetrocymbaceae. De typesoort is Tomasellia arthonioides.

## Soorten
volgens Index Fungorum telt het geslacht zeven soorten (peildatum februari 2023):
| Soortnaam                           | Auteur(s)                           | Publicatiejaar |
| ----------------------------------- | ----------------------------------- | -------------- |
| Tomasellia americana                | (Minks ex Willey) R.C. Harris       | 1980           |
| Tomasellia aphanes                  | (Rehm) E. Müll.                     | 1962           |
| Tomasellia arthonioides             | (A. Massal.) A. Massal.             | 1856           |
| Tomasellia diffusa                  | (Leight.) J. Lahm                   | 1885           |
| Tomasellia dispersa                 | (I. Hino & Katum.) I. Hino & Katum. | 1966           |
| Tomasellia gelatinosa (Bramenkorst) | (Chevall.) Zahlbr.                  | 1922           |
| Tomasellia himalayensis             | D.D. Awasthi & M.R. Agarwal         | 1968           |